# 張篤敬 (萬曆壬辰進士)
張篤敬（1554年—1601年），字汝淳，號銘紳，山東濟南府新城縣人，明朝政治人物，同進士出身。

## 生平
其先淮陰人，自洪武初徙家新城。萬曆七年（1579年）己卯科山東鄉試舉人，萬曆二十年（1592年）壬辰科三甲第八十三名進士。都察院觀政，擔任元氏縣知縣，二十六年升戶部河南司主事，本年管御馬倉，管太仓银库，二十七年管浒墅鈔关，有政績。二十八年养病，二十九年卒，年四十八。

## 家族
曾祖張楹；祖父張訓；父張芝。